# Kneahînîne, Demîdivka
Kneahînîne (în ucraineană Княгинине) este un sat în comuna Vîșneve din raionul Demîdivka, regiunea Rivne, Ucraina.

## Demografie
Componența lingvistică a localității Kneahînîne
     Ucraineană (99,61%)
     Alte limbi (0,39%)
Conform recensământului din 2001, majoritatea populației localității Kneahînîne era vorbitoare de ucraineană (99,61%), existând în minoritate și vorbitori de alte limbi.